# 팔레르모 광역시

팔레르모 광역시의 위치

팔레르모 광역시(이탈리아어: Città metropolitana di Palermo)는 이탈리아 시칠리아에 위치한 광역시로 중심 도시는 팔레르모이며 면적은 5,009km2, 인구는 1,276,525명(2014년 7월 31일 기준), 인구 밀도는 250명/km2이다. 2015년 8월 4일을 기해 실시된 행정 구역 개편에 따라 팔레르모현에서 팔레르모 광역시로 개편되었다.

## 같이 보기
- 팔레르모도